# Яновець (гміна)
Гміна Яновець (пол. Gmina Janowiec) — сільська гміна у східній Польщі. Належить до Пулавського повіту Люблінського воєводства.
Станом на 31 грудня 2011 у гміні проживало 3673 особи.

## Площа
Згідно з даними за 2007 рік площа гміни становила 79.00 км², у тому числі:
- орні землі: 47.00%
- ліси: 35.00%

Таким чином, площа гміни становить 8.47% площі повіту.

## Населення
Станом на 31 грудня 2011:
| Опис     | Загалом | Загалом | Чоловіки | Чоловіки | Жінки | Жінки |
| -------- | ------- | ------- | -------- | -------- | ----- | ----- |
| одиниця  | осіб    | %       | осіб     | %        | осіб  | %     |
| все      | 3673    | 100     | 1831     | 49.85    | 1842  | 50.15 |
| міське   | 0       | 100     | 0        |          | 0     |       |
| сільське | 3673    | 100     | 1831     | 49.85    | 1842  | 50.15 |

## Сусідні гміни
Гміна Яновець межує з такими гмінами: Вількув, Казімеж-Дольни, Пулави, Пшиленк, Пулави.